# Monstro (Disney)
A Fera (português brasileiro) ou O Monstro (português europeu) é uma personagem fictícia do trigésimo filme de animação da Walt Disney Pictures, Beauty and the Beast, de 1991. A criatura fictícia reprisa seu papel protagonista em Beauty and the Beast: The Enchanted Christmas e Belle's Magical World, de 1997 e 1998, respectivamente. Baseado no protagonista do conto francês homônimo, de Jeanne-Marie Leprince de Beaumont, a Fera foi criada pela roteirista Linda Woolverton e animada por Glen Keane.
Outrora um belo e arrogante príncipe transformado em uma fera horripilante como punição por sua frieza, a Fera deve ser amado por uma jovem chamada Bela, a quem aprisiona em seu castelo, a fim de libertar-se de tal maldição. Tudo isto deve ser feito antes que a última pétala de sua rosa encantada caia, o que ocorrerá em seu 21º aniversário. Em todas as aparições desde sua estreia, a personagem têm sido dublada por Robby Benson. Em 1994, porém, na adaptação teatral do filme, a Fera é interpretada por Terrance Mann. Dan Stevens já foi anunciado como intérprete da personagem na adaptação cinematográfica de 2017, contracenando com Emma Watson e Luke Evans.

## Desenvolvimento
Uma das tarefas mais complexas da equipe de produção do longa de 1991 foi determinar uma aparência convincente para a Fera. Apesar de totalmente ficcional, o supervisor de animação Glen Keane acreditava ser essencial transmitir a aparência de uma criatura animal ao invés de um ser extraterrestre. Inspirado por uma cabeça de búfalo que havia adquirido anteriormente, Keane decidiu basear a aparência da Fera com uma grande variedade de animais silvestres, mesclando a juba de um leão, cabeça de búfalo, testa de gorila, presas de javali, patas e cauda de lobo e corpo de urso pardo. Contudo, o animador preferiu manter o olhar humano na criatura em alusão ao seu passado humano.

## Características
No conto original, a Fera é descrita como bem intencionada e gentil, com somente uma tendência ocasional à explosão. Na versão da Disney, a Fera aparece primeiramente constantemente agressiva e depressiva. Ao contrário de seu homólogo original, os criadores deram ao personagem uma natureza primitiva à sua personalidade, transformando-o basicamente em um animal. Buscando refletir sua antiga personalidade, a Fera é vista também com culotes cinzentos rasgadas e uma capa de cor avermelhada. Após salvar Bela da alcateia, a Fera muda gradualmente sua vestimenta, revelando uma personalidade mais refinada. Seu estilo torna-se mais disciplinado e regular conforme o enredo avança até culminar em seu traje de gala, que consiste em um colete azul-e-dourado e calças pretas. Conforme desperta sua paixão por Bela, a Fera tem seu humor severamente modificado.
O supervisor de animação Glen Keane descreve a Fera como "um rapaz de 21 anos de idade, inseguro, carente, amoroso, mas cujo horrendo exterior deve ser superado." A Fera não é uma espécie animal específica, mas uma quimera (mescla de diversos seres), que deveria ser provavelmente carnívora. Possui cabeça e chifres de búfalo e corpo de urso pardo, predominantemente. Também é uma releitura de outros seres mitológicos ou místicos, como lobisomem ou o Minotauro. 